# Claspettomyia serrulatus
Claspettomyia serrulatus är en tvåvingeart som beskrevs av Kashyap 1988. Claspettomyia serrulatus ingår i släktet Claspettomyia och familjen gallmyggor. Inga underarter finns listade i Catalogue of Life.